# Mehedinți (župa)
Mehedinți je rumunská župa ležící v nejzápadnějším cípu Valašska a zároveň v rumunském Banátu, jejím hlavním městem je Drobeta-Turnu Severin.

## Charakter župy
Župa hraničí na jihu se Srbskem a Bulharskem, na východě s župami Gorj a Dolj a na severozápadě s župou Caraș-Severin. Jižní hranice je přirozená a tvoří ji řeka Dunaj. Ten ve svém okolí vytvořil velikou a úrodnou nížinu, protékají jí i další řeky (např. Montru). Sever a západ území vyplňují Karpaty, dosahující nadmořské výšky až 1 500 m, a zasahují až těsně k Dunaji. Ten jimi protéká v úzkém údolí známém jako Železná vrata (rumunsky Porțile de Fier). Veletok je zde spoután velikou hydroelektrárnou, ležící u hlavního města Drobeta-Turnu Severin a její jezero zasahuje až téměř k Bělehradu. V horách se těží uhlí a měď, na březích řeky je rozšířené loďařství a strojírenství; ve městech pak papírenství. Na jihu župy se dobře daří vinařství a zemědělství.

## Města
- Drobeta-Turnu Severin (hlavní)
- Orșova
- Strehaia
- Vânju Mare
- Baia de Aramă

V této župě leží i česká vesnice Eibenthal (ostatní české vesnice v rumunském Banátu leží v župě Caraș-Severin).